# محمد کاظم
محمد کاظم (زادهٔ ۱۹۶۹) یک هنرمند معاصر اماراتی است که در دبی، امارات متحده عربی کار می‌کند. او عمدتاً با ویدئو، هنر صدا، عکاسی، اشیاء یافت شده و هنرهای اجرایی کار می‌کند. کاظم یکی از پنج هنرمند مفهومی اماراتی است که آثارش به صورت گروهی در نمایشگاه «۵ امارات» در موزه لودویگ آخن در سال ۲۰۲۲ شناخته شد. دیگر هنرمندان این گروه عبارتند از: حسن شریف، حسین شریف، عبدالله اسعدی و محمد احمد ابراهیم.

## سنین جوانی و تحصیل
کاظم متولد ۱۹۶۹ و فرزند یک راننده تاکسی بود. کاظم در ۱۴ سالگی تصمیم گرفت درس را رها کند و به ارتش بپیوندد. او هنر را وسیله‌ای برای فرار از واقعیت و بیان خود در نوجوانی می‌دانست، او به عنوان هنرمندی مشتاق به بررسی محیط اطراف خود برای کشف روش‌های جدید هنری پرداخت.

## حرفه
در سال ۱۹۸۴، او به‌طور رسمی به مربی و دوست آینده خود، حسن شریف، بنیانگذار آتلیه هنر دبی که اولین مرکز اختصاصی برای هنرمندان جوان، و پیشگام صحنه هنر مفهومی در اوایل دهه ۷۰ در امارات متحده عربی است، معرفی شد.
در سال ۱۹۸۷، کاظم مدرک نقاشی را از انجمن هنرهای زیبای امارات گرفت و بعداً به دانشگاه هنر در فیلادلفیا پیوست و در سال ۲۰۱۲ کارشناسی ارشد خود را در هنرهای زیبا گرفت. کاظم به خاطر اثر مفهومی «جهت‌ها» (۲۰۰۵–۲۰۱۳) و «زندگی‌نامه» (۱۹۹۷–اکنون) شناخته شده است.

## نمایشگاه‌های برگزیده
- ۱۹۹۷ اتوبیوگرافی ۱، امارات متحده عربی[۹]
- ۲۰۰۰ دوسالانه هاوانا – هاوانا، کوبا
- ۲۰۰۲ دوسالانه داکا (۲۰۰۲)، داکا، بنگلادش
- ۲۰۰۳ آرت کلن،n 37، کلن، آلمان
- ۲۰۰۳ دوسالانه شارجه ۶، شارجه، امارات
- ۲۰۰۶ دوسالانه سنگاپور، سنگاپور.
- ۳۰۱۳ شعر و معانی، دبی، امارات
- ۲۰۱۳ غرفه امارات متحده عربی، دوسالانه ونیز، ایتالیا
- ۲۰۱۳ عبارات اماراتی، جزیره سعدیات، ابوظبی، امارات متحده عربی[۱۰]
- ۲۰۱۵ دوسالانه شارجه ۱۲، شارجه، امارات
- ۲۰۱۷ برنامه هنری رولز رویس ابوظبی[۱۱]

## مجموعه‌ها
آثار کاظم در مجموعه‌های خصوصی و عمومی متعدد از جمله مثاف: موزه هنر مدرن عرب در دوحه، موزه هنر شارجه، بنیاد هنری بارجیل، مرکز هنری سیتارد، مجموعه جی پی مورگان چیس و
مجموعه دویچه بانک نگهداری می‌شود.